# Laila Kinnunen
Laura Annikki Kinnunen (Vantaa, 8 de noviembre de 1939-Heinävesi, 26 de octubre de 2000), más conocida como Laila Kinnunen, fue una cantante finlandesa, muy popular en su país en las décadas de 1950 y de 1960. 

## Carrera
Pasó su infancia viviendo como refugiada en Suecia durante la Segunda Guerra Mundial, hasta que pudo retornar a su natal Finlandia a los 10 años de edad.
En 1955, ganó un concurso de música pop en Helsinki y poco tiempo después  se convirtió en la solista de la orquesta de Lasse Pihlajamaa. Su primer sencillo, "Lazzarella" de 1957, fue un éxito inmediato. En los años 1960s, incursionó en géneros como el bossa nova, el jazz, el folk, además de su aparición en musicales.
Se convirtió en la ganadora de la selección finlandesa para representar a dicho país por primera vez en el Festival de Eurovisión en 1961, con la canción "Valoa ikkunassa", la que se alzó con la victoria y tuvo el derecho de viajar a Cannes a representar a su país.
En la década de los años 1970s, Laila se retiró lentamente del mundo de la música. Intentó retornar a la industria musical en 1980 pero no tuvo éxito.

## Festival de Eurovisión 1961
En 1961 representó a Finlandia en el Festival de Eurovisión, celebrado en Cannes (Francia) el 18 de marzo. Ella interpretó la canción «Valoa ikkunassa» («Luces en la ventana») con la que obtuvo 6 puntos y se posicionó en el 10.º puesto, empatado con Mónaco.

## Discografía
- Laila (LP, Scandia 1965)
- Iskelmiä vuosien varrelta (LP, Scandia 1974)
- Ajaton Laila Kinnunen (LP, Scandia 1974)
- Sävelkansio (LP, Helmi 1980)
- Valoa ikkunassa (2 LP, Helmi 1986)
- 32 ikivihreää (2 LP, Safir 1989)
- 24 ikivihreää (CD, Finnlevy 1989)
- Mandschurian kummut (CD, Basebeat 1989)
- Unohtumattomat (CD, Helmi 1992)
- Parhaat (3CD, Valitut Palat 1994)
- 20 suosikkia - Lazzarella (CD, F Records 1996)
- 20 suosikkia - Valoa ikkunassa (CD, F Records 1996)
- 20 suosikkia - Mandshurian kummut (CD, F Records 1997)
- 20 suosikkia - Idän ja lännen tiet (CD, F Records 1997)
- Muistojen laila (CD, F Records 1999)
- Kaikki kauneimmat (CD, F Records 2000)
- Muistojen kyyneleet - 20 ennen julkaisematonta laulua (CD, Mediamusiikki 2001)
- Kadonneet helmet: 20 ennenjulkaisematonta laulua (CD, Mediamusiikki 2002)
- Kadonneet helmet 2: 20 ennenjulkaisematonta laulua (CD, Mediamusiikki 2004)
- 30 suosikkia (CD, Warner Music 2007)
- A la Laila - Alkuperäiset levytykset 1957-1980 (8 CD + kirja, Warner Music 2009)

| Predecesor: Primera aparición' | Finlandia en el Festival de Eurovisión 1961 | Sucesor: "Tipi-tii" Marion Rung |